# 홍농초등학교 동명분교
홍농초등학교 동명분교는 전라남도 영광군 홍농읍 가곡리 243에 있었던 공립 초등학교이다.

## 연혁
- 1959년 5월 18일 홍농동명국민학교 개교(설립인가 1월 17일)
- 1982년 3월 1일 병설유치원 개원
- 1984년 4월 1일 과학실 설치
- 1996년 3월 1일 동명초등학교로 개칭
- 2000년 3월 1일 홍농초등학교 동명분교장으로 격하
- 2010년 3월 1일 본교로 통폐합